# Stane Koritnik
Stane Koritnik, slovenski baritonist, operni in koncertni pevec, * 9. avgust 1937, Lozice, † 6. februar 2014, Šempeter pri Gorici.

## Življenje
Stane (tudi Stanko, Stanislav) Koritnik se je rodil 9. avgusta 1937 na Lozicah na Primorskem, kot najmlajši izmed štirih sinov očetu Matiji, mizarju po poklicu in mami Ivani. Osnovno šolo je obiskoval v Podnanosu in nato obrtno šolo za mizarski poklic pri podjetju Lipa v Ajdovščini. Oče Matija je bil poznan kot odličen pevec in vsi štirje sinovi so podedovali pevski talent. Najstarejši brat Rajko Koritnik ga je pritegnil k resnemu študiju petja in leta 1958 je začel izredno študirati solo petje na Srednji glasbeni šoli v Ljubljani pri Adu Darianu, redno pa je bil zaposlen pri prometni milici. Po smrti Dariana je študij petja privatno nadaljeval pri Vekoslavu Janku do njegove smrti leta 1972.

## Delo
1. septembra 1964 je bil sprejet v operni zbor ljubljanske opere. Leta 1969 pa je opravil avdicijo za solista in do upokojitve leta 1991 pel kot solist ljubljanske opere. Sprva je pel manjše vloge kot je Fom v Švarovem Oceanu, kasneje pa velike baritonske vloge kot George Germont v Verdijevi Traviati, Grof Luna v Verdijevem Trubadurju, Renato v Verdijevi operi Ples v maskah, Silvio v Leoncavallovih Glumačih, Grjazno v Carski nevesti Rimskega-Korsakova in druge.
Staneta Koritnika je odlikoval močan in obsežen lirski bariton. Leta 1990 je za svoje poustvarjalno delo prejel Župančičevo nagrado.